# فريدريك كيبل
فريدريك كيبل (بالإنجليزية: Frederick Keppel)‏ هو تاجر أعمال فنية أمريكي، ولد في 22 مارس 1845 في جمهورية أيرلندا، وتوفي في 7 مارس 1912 في نيويورك في الولايات المتحدة.